# Phyllodactylus insularis
Phyllodactylus insularis es una especie de reptil de la familia Gekkonidae. Es una especie endémica del cayo Half Moon, en Belice.
Es un género de geckos distribuidos en América del Sur, América Central, en el Norte y Sur de Estados Unidos.